# DF-4
Le DF-4, ou Dong Feng-4, (du chinois : 东风, signifiant « vent d'est »), est un missile balistique intercontinental à longue portée développé par la Chine. Désigné CSS-3 par le département de la défense américain (DoD), il est porteur de l'arme nucléaire et fut déployé en 1975. Il servit de base à la réalisation du premier lanceur orbital chinois, la Longue Marche 1.

## Historique
La décision de développer le DF-4 fut prise en 1965, en réponse aux patrouilles de sous-marins nucléaires américains, qui commençaient alors à opérer depuis Guam. Il fut conçu initialement pour pouvoir atteindre la base américaine de Guam, mais fut par la suite modifié pour que sa portée soit augmentée à 4 750 km, afin de pouvoir également atteindre Moscou. Le concepteur du missile a été de nombreuses fois identifié sous les noms de Mr. Ren Xinmin ou de  Mr. Tu Shou'e  (屠守锷), sans plus de certitudes à ce sujet. Le missile est produit à l'usine no 211 de la Capital Astronautics Co. (首都航天机械公司), aussi connue sous le nom de Capital Machine Shop (首都机械厂).
Le missile est en fait un DF-3 doté d'un étage supérieur supplémentaire, permettant de fournir la puissance nécessaire pour propulser sa charge utile à une portée de plus de 5 500 km. Les premiers tests de ce système furent effectués en novembre 1970 et 1971 depuis le district de Jianshui (Chingyu), vers une zone d'impact située à 3 800 km de là,. D'autres tests, ainsi qu'un déploiement opérationnel, furent reportés pendant plusieurs années. Les premiers tests indiquèrent clairement que les Chinois disposaient bien d'un missile capable d'atteindre le côté européen de la Russie, mais seule une quantité très limitée de missiles fut mise en service,. En 1972, les services de renseignements américains estimaient que ce système atteindrait sa capacité opérationnelle initiale (IOC : Initial operating capability) en 1974 ou 1975. Le déploiement commença finalement entre 1975 et 1976, mais seulement quatre missiles furent effectifs jusqu'en 1984,, certains rapports allant même déclarer qu'ils n'étaient pas réellement dotés d'une ogive nucléaire mais d'une masse inerte,.
Le département de la défense des États-Unis estime que le missile va continuer à servir en tant que système local de dissuasion nucléaire, jusqu'à ce qu'il soit totalement remplacé par le missile DF-31,. Ce missile apportera un gain de capacités significatif pour le second corps d'artillerie : il dispose d'une portée de 11 700 km, à comparer aux « seulement » 7 000 km de portée du DF-4, et peut être déplacé via les voies ferrées ou les routes. Il sera donc bien plus difficile à éliminer par un ennemi potentiel, comparé au DF-4 qui est dans des silos et dont les positions sont bien connues.
La Chine effectua un tir de test du DF-4 le 29 août 2002. Le missile était surveillé par les services de renseignements américains, alors qu'il fut tiré depuis une aire de tests dans le Sud de la Chine, à destination d'une zone éloignée située au nord-ouest du pays. Au milieu de l'année 2002, on estimait que la Chine possédait environ 20 missiles,, ce que les rapports du département de la défense des États-Unis de 2005 et 2006 semblent confirmer.
Le missile DF-4, en cours de développement, servit également de point de départ pour le développement du lanceur léger Longue Marche 1, capable de placer une charge de 500 kg en orbite terrestre basse. Ce fut avec ce lanceur que la Chine envoya son premier satellite dans l'espace, le Dong Fang Hong 1 (« L'Orient est rouge »), le 24 avril 1970.
Il est remplacé par les DF-21 et DF-26 à partir de la fin des années 2010.

## Caractéristiques
Le DF-4 est un missile à deux étages, dont les moteurs emploient des ergols liquides, un mélange d'acide nitrique et de diméthylhydrazine asymétrique (UDMH). La poussé maximale produite au décollage est de 1 224 kN (environ 124,8 tonnes de poussée) pour un poids total de 82 tonnes. Sa longueur est de 28,50 m pour un diamètre de 2,25 m et une envergure de 2,74 m. Sa portée maximale, lorsqu'il est équipé d'une charge militaire de 2 190 kg, est de 5 500 km, ce qui lui permet d'attaquer des cibles situées à Guam, en Inde ou au Moyen-Orient avec une puissance de 3,3 MT. Son guidage est assuré par une unique plateforme inertielle, ce qui lui confère une précision toute relative, avec un écart circulaire probable (ECP) d'environ 1 500 m.
Deux versions du missile ont été développées : une première version, stockée dans des hangars, est déplacée sur un chariot pour être dressée à l'extérieur avant le tir, tandis que la deuxième version, lancée depuis des silos enterrés est sortie du sol verticalement avant d'être tirée,.
Beaucoup de ces missiles sont conservés à l'abri dans des tunnels, creusés dans les hautes montagnes, desquels ils sont sortis juste avant le lancement. Ils doivent être sortis à l'air libre et remplis de carburant avant le tir, une opération qui durerait environ deux heures. Cette méthode est désignée « chu men fang pao » par les Chinois, signifiant « faire éclater un pétard devant la porte d'entrée »,.
L'UDMH pose un problème important pour le personnel chargé de remplir les réservoirs du missile, car c'est un produit volatil extrêmement toxique et inflammable, qui s'avère de plus cancérogène possible ou probable. Dans le domaine de l'expérimentation clinique, le diméthylhydrazine est l'un des produits utilisés par les biologistes pour induire des cancers et des métastases expérimentalement chez les animaux de laboratoire : 20 mg/kg durant 12 semaines suffisent chez le rat de laboratoire.

## Versions

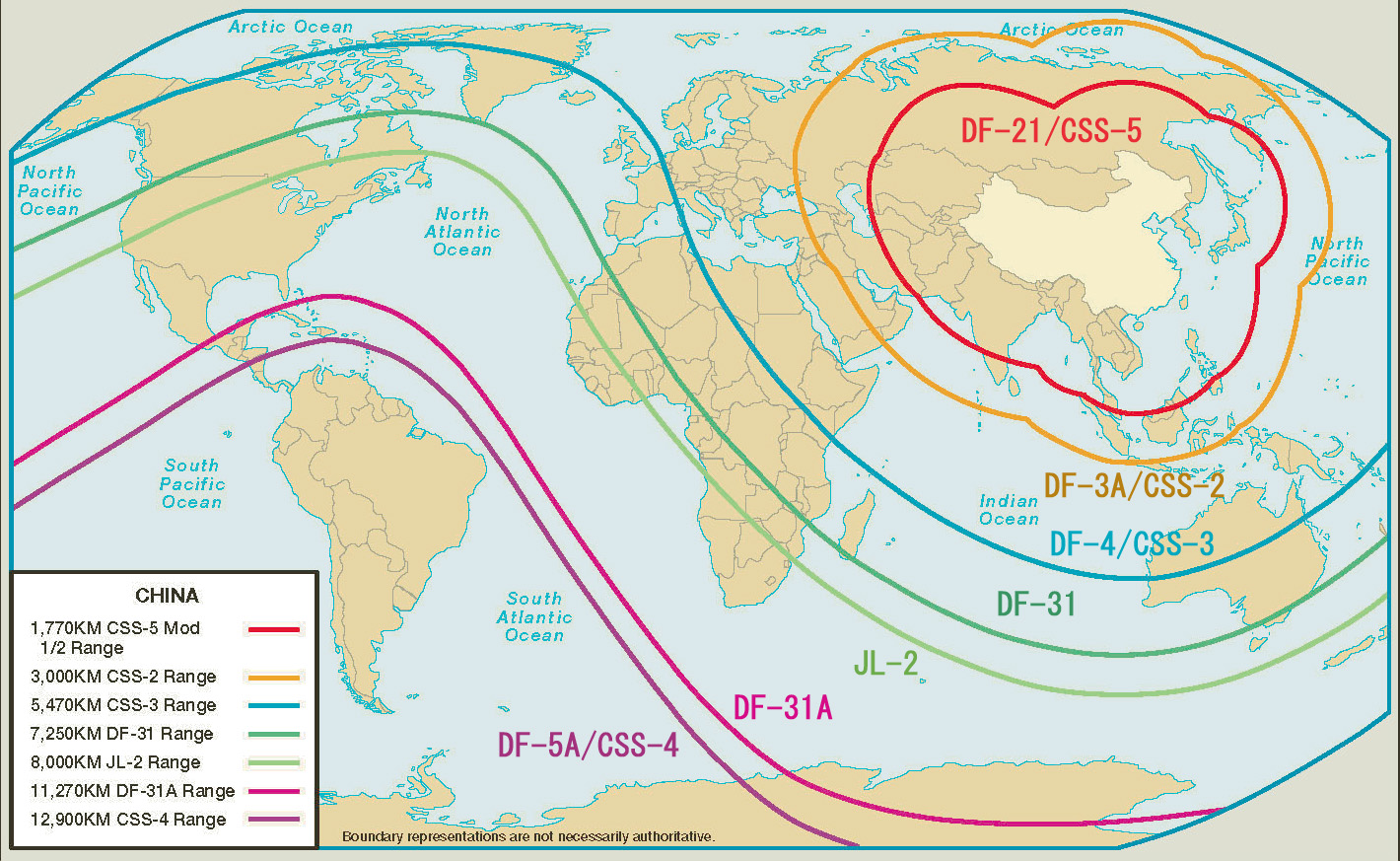
Portée des différents missiles balistiques chinois, dont le DF-4.

- DF-4 : il n'existe qu'une seule version de ce missile. Seule la façon de le mettre en œuvre diffère, entre un emploi depuis des tunnels ou depuis des silos enterrés verticaux.

## Sites de lancement
- Da Qaidam : « Grand Qaidam », 412e brigade[15]. 37° 50′ N, 95° 18′ E
- Delingha : 414e brigade[16]. 37° 19′ N, 97° 13′ E
- Sundian : dans les environs de la ville de Xiangcheng : 404e brigade[17]. 33° 15′ N, 114° 45′ E
- Tongdao : 405e brigade[18]. 26° 09′ N, 109° 46′ E
- Xiao Qaidam : « Petit Qaidam », cette base sert d'entrepôt pour missiles, qui seront ensuite amenés au site de Da Qaidam pour être utilisés[19]. 37° 31′ N, 95° 25′ E

## Utilisateur
- Chine : au sein du second corps d'artillerie.